# 인스브루크
인스브루크(Innsbruck)는 오스트리아 티롤주의 주도이다. 알프스의 풍경과 경치가 아름다운 곳으로 서유럽에서 가장 인기있는 겨울 스포츠 관광지이다. 1964, 1976년 동계 올림픽을 개최, 이는 굉장히 이례적으로 2회 이상 올림픽을 개최한 도시는 세계 세 곳 뿐이다. 이외에 1984, 1988년 동계 패럴림픽이 2회 연속 개최되었다. 2012년에는 제 1회 동계 청소년 올림픽의 개최지로 선정되어 대한민국의 김연아 선수가 홍보대사로 위촉되어 대회 진행에 참여했다.
'인스브루크'는 독일어로 '인(Inn) 강의 다리(bruck)'라는 뜻이다.

## 지리
중부 유럽의 내륙 국가로 접근성이 용이하며 독일, 스위스, 이탈리아등의 국경과 맞닿아 있다.

## 기후
중부 유럽내의 위치와 고도, 해안과의 먼 거리로 인한 대륙성 기후를 띈다. 겨울에는 눈이 잦고 유럽 내 주요 도시들보다 추우며 밤에는 영하 12 °C까지 내려가 냉랭하다. 봄은 짧다. 낮에는 15 °C까지 올라가나 밤에는 선선해지고 춥기도 하다. 여름 날씨는 예측이 불가능 할 정도로 변동이 심하다. 전형적인 알프스의 여름은 낮 동안 굉장히 덥고 저녁이 되면서 온도가 내려가기 시작해 6 °C까지 떨어지기도 한다. 연평균 기온은 9 °C이다.
| Innsbruck-Flugplatz (LOWI)의 기후                                                                                 | Innsbruck-Flugplatz (LOWI)의 기후 | Innsbruck-Flugplatz (LOWI)의 기후 | Innsbruck-Flugplatz (LOWI)의 기후 | Innsbruck-Flugplatz (LOWI)의 기후 | Innsbruck-Flugplatz (LOWI)의 기후 | Innsbruck-Flugplatz (LOWI)의 기후 | Innsbruck-Flugplatz (LOWI)의 기후 | Innsbruck-Flugplatz (LOWI)의 기후 | Innsbruck-Flugplatz (LOWI)의 기후 | Innsbruck-Flugplatz (LOWI)의 기후 | Innsbruck-Flugplatz (LOWI)의 기후 | Innsbruck-Flugplatz (LOWI)의 기후 | Innsbruck-Flugplatz (LOWI)의 기후 |
| 월 | 1월                               | 2월                               | 3월                               | 4월                               | 5월                               | 6월                               | 7월                               | 8월                               | 9월                               | 10월                              | 11월                              | 12월                              | 연간                              |
| --- | --------------------------------- | --------------------------------- | --------------------------------- | --------------------------------- | --------------------------------- | --------------------------------- | --------------------------------- | --------------------------------- | --------------------------------- | --------------------------------- | --------------------------------- | --------------------------------- | --------------------------------- |
| 역대 최고 기온 °C (°F)                                                                                            | 20.2 (68.4)                       | 18.6 (65.5)                       | 23.9 (75.0)                       | 26.4 (79.5)                       | 32.2 (90.0)                       | 33.6 (92.5)                       | 37.7 (99.9)                       | 35.0 (95.0)                       | 32.1 (89.8)                       | 26.0 (78.8)                       | 21.2 (70.2)                       | 17.1 (62.8)                       | 37.7 (99.9)                       |
| 일평균 최고 기온 °C (°F)                                                                                          | 3.5 (38.3)                        | 6.3 (43.3)                        | 11.3 (52.3)                       | 14.8 (58.6)                       | 20.3 (68.5)                       | 22.6 (72.7)                       | 24.7 (76.5)                       | 24.4 (75.9)                       | 20.8 (69.4)                       | 15.8 (60.4)                       | 8.2 (46.8)                        | 3.7 (38.7)                        | 14.7 (58.5)                       |
| 일일 평균 기온 °C (°F)                                                                                            | −1.7 (28.9)                       | 0.4 (32.7)                        | 4.8 (40.6)                        | 8.4 (47.1)                        | 13.4 (56.1)                       | 16.1 (61.0)                       | 18.1 (64.6)                       | 17.7 (63.9)                       | 14.0 (57.2)                       | 9.1 (48.4)                        | 2.9 (37.2)                        | −1.0 (30.2)                       | 8.5 (47.3)                        |
| 일평균 최저 기온 °C (°F)                                                                                          | −5.2 (22.6)                       | −3.7 (25.3)                       | 0.2 (32.4)                        | 3.4 (38.1)                        | 7.8 (46.0)                        | 10.8 (51.4)                       | 12.8 (55.0)                       | 12.7 (54.9)                       | 9.3 (48.7)                        | 4.8 (40.6)                        | −0.5 (31.1)                       | −4.2 (24.4)                       | 4.0 (39.2)                        |
| 역대 최저 기온 °C (°F)                                                                                            | −23.8 (−10.8)                     | −17.3 (0.9)                       | −16.5 (2.3)                       | −4.8 (23.4)                       | −2.3 (27.9)                       | 3.0 (37.4)                        | 4.4 (39.9)                        | 1.9 (35.4)                        | −0.9 (30.4)                       | −6.6 (20.1)                       | −17.9 (−0.2)                      | −20.1 (−4.2)                      | −23.8 (−10.8)                     |
| 평균 강수량 mm (인치)                                                                                             | 43.9 (1.73)                       | 41.4 (1.63)                       | 55.9 (2.20)                       | 57.7 (2.27)                       | 87.1 (3.43)                       | 110.3 (4.34)                      | 137.2 (5.40)                      | 111.3 (4.38)                      | 78.1 (3.07)                       | 57.3 (2.26)                       | 63.2 (2.49)                       | 53.1 (2.09)                       | 896.5 (35.30)                     |
| 평균 강설량 cm (인치)                                                                                             | 25.6 (10.1)                       | 30.0 (11.8)                       | 12.5 (4.9)                        | 3.5 (1.4)                         | 0.0 (0.0)                         | 0.0 (0.0)                         | 0.0 (0.0)                         | 0.0 (0.0)                         | 0.0 (0.0)                         | 0.8 (0.3)                         | 12.0 (4.7)                        | 25.9 (10.2)                       | 110.3 (43.4)                      |
| 평균 강수일수 (≥ 1.0 mm)                                                                                          | 7.4                               | 7.3                               | 8.8                               | 9.7                               | 10.7                              | 13.2                              | 13.9                              | 12.6                              | 9.2                               | 7.8                               | 9.0                               | 8.6                               | 118.2                             |
| 평균 강설일수 (≥ 1.0 cm)                                                                                          | 20.3                              | 14.8                              | 6.2                               | 1.9                               | 0.0                               | 0.0                               | 0.0                               | 0.0                               | 0.0                               | 0.3                               | 5.1                               | 16.5                              | 65.1                              |
| 평균 월간 일조시간                                                                                                | 94.7                              | 121.1                             | 154.2                             | 168.2                             | 193.0                             | 186.8                             | 215.5                             | 214.4                             | 180.0                             | 159.0                             | 102.2                             | 82.8                              | 1,871.9                           |
| 출처: Central Institute for Meteorology and Geodynamics data of sunshine hours from the nearby university station |                                   |                                   |                                   |                                   |                                   |                                   |                                   |                                   |                                   |                                   |                                   |                                   |                                   |

## 관광산업
일박이상 관광객 수가 연 백만명에 육박하는 관광지인 인스부르크시의 가장 큰 수입원은 관광산업이다. 오래된 역사적 건물과 아름다운 알프스 산이 어우러진 시가지, 스포츠 여가를 즐길 수 있도록 준비되어 있는 인스브루크는 여름과 겨울 모두 인기이다.

## 경제와 교육
인스브루크는 오스트리아 서부지방의 문화적, 경제적 중심지이다. 인스브루크에서는 78,000명 이상의 고용자가 8,000곳이 넘는 일자리에서 일을 하고 있다. 매일 35,000명의 사람들이 주변 지역에서 출근을 한다. 인스브루크는 오스트리아 서부지방 중등교육 기관의 근원지이다. 가장 오래된 곳은 1562년 예수회에서 설립한 아카데미쉬 김나지움이다. 인스부르크는 대학 도시로도 불리는데 가장 유명한 학교로는 인스브루크 대학교, 인스브루크 의과 대학이 있다.

## 자매 도시
- 독일 프라이부르크 (1963년)
- 프랑스 그르노블 (1963년)
- 보스니아 헤르체고비나 사라예보 (1980년)
- 덴마크 올보르 (1982년)
- 조지아 트빌리시 (1982년)
- 미국 뉴올리언스 (1985년)
- 폴란드 크라쿠프 (1995년)
- 튀르키예 이즈미르 (1998년)

## 미디어
- KBS 1TV : 《트레킹노트 세상을 걷다》

## 갤러리

인스브루크 - Innsbruck
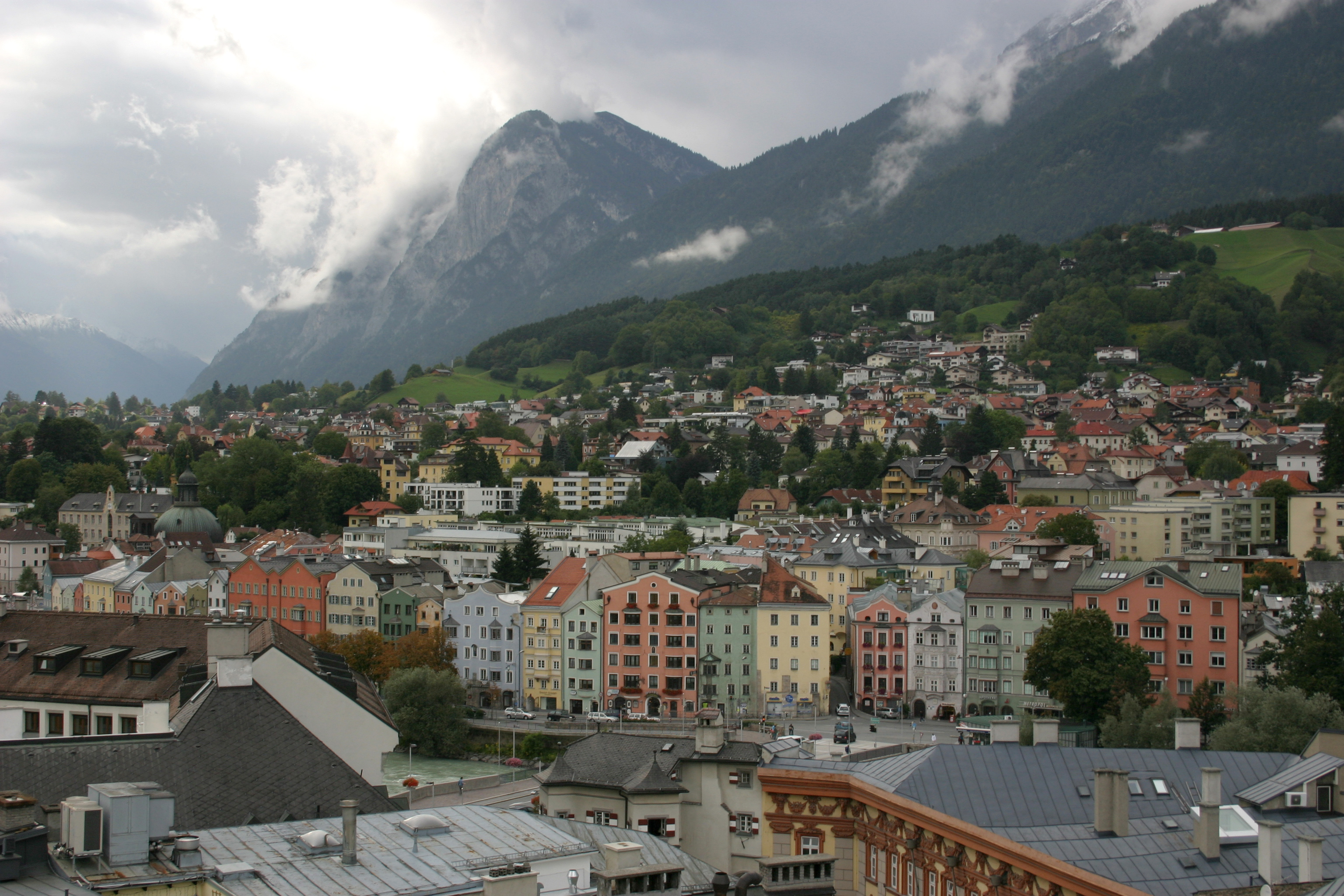
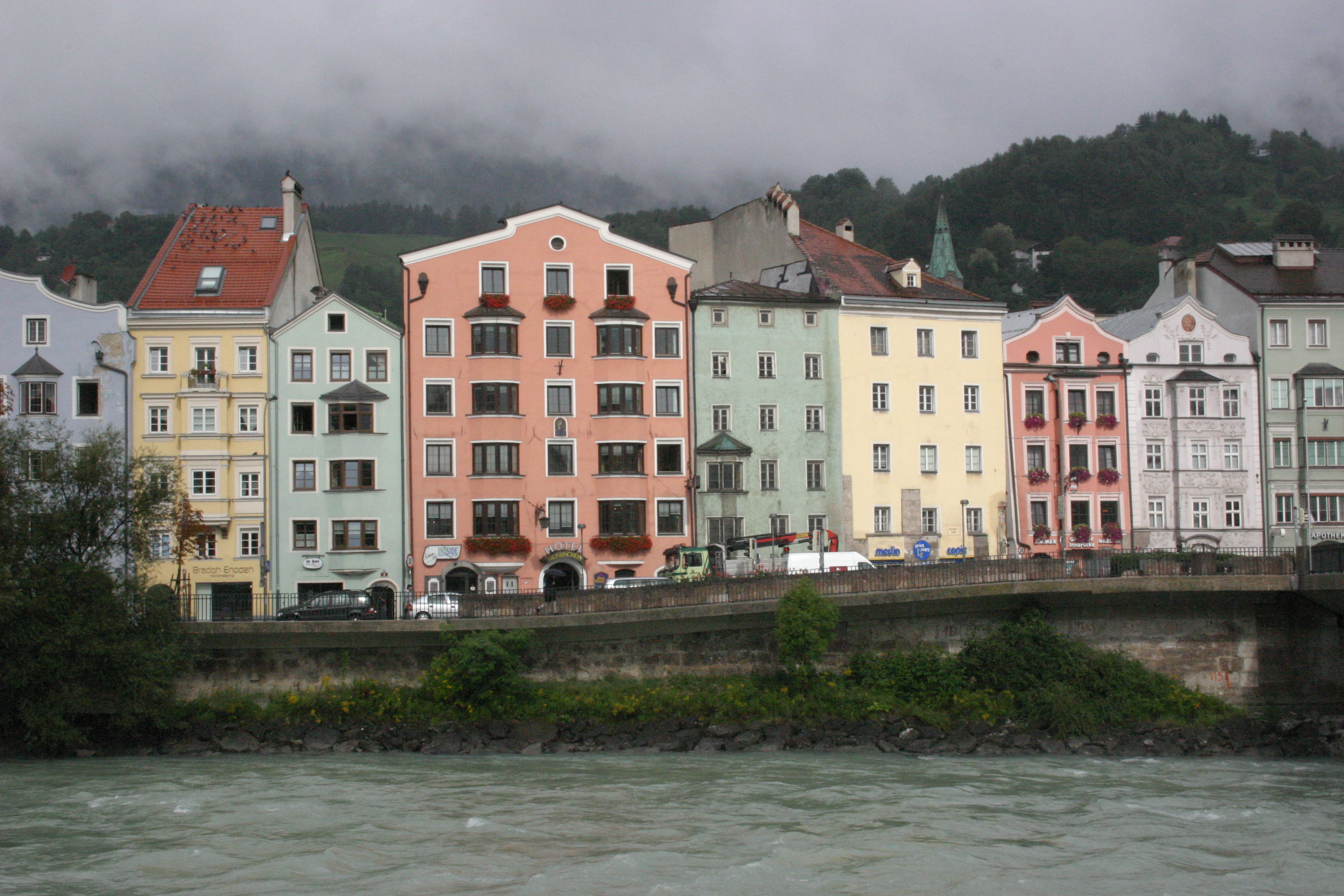
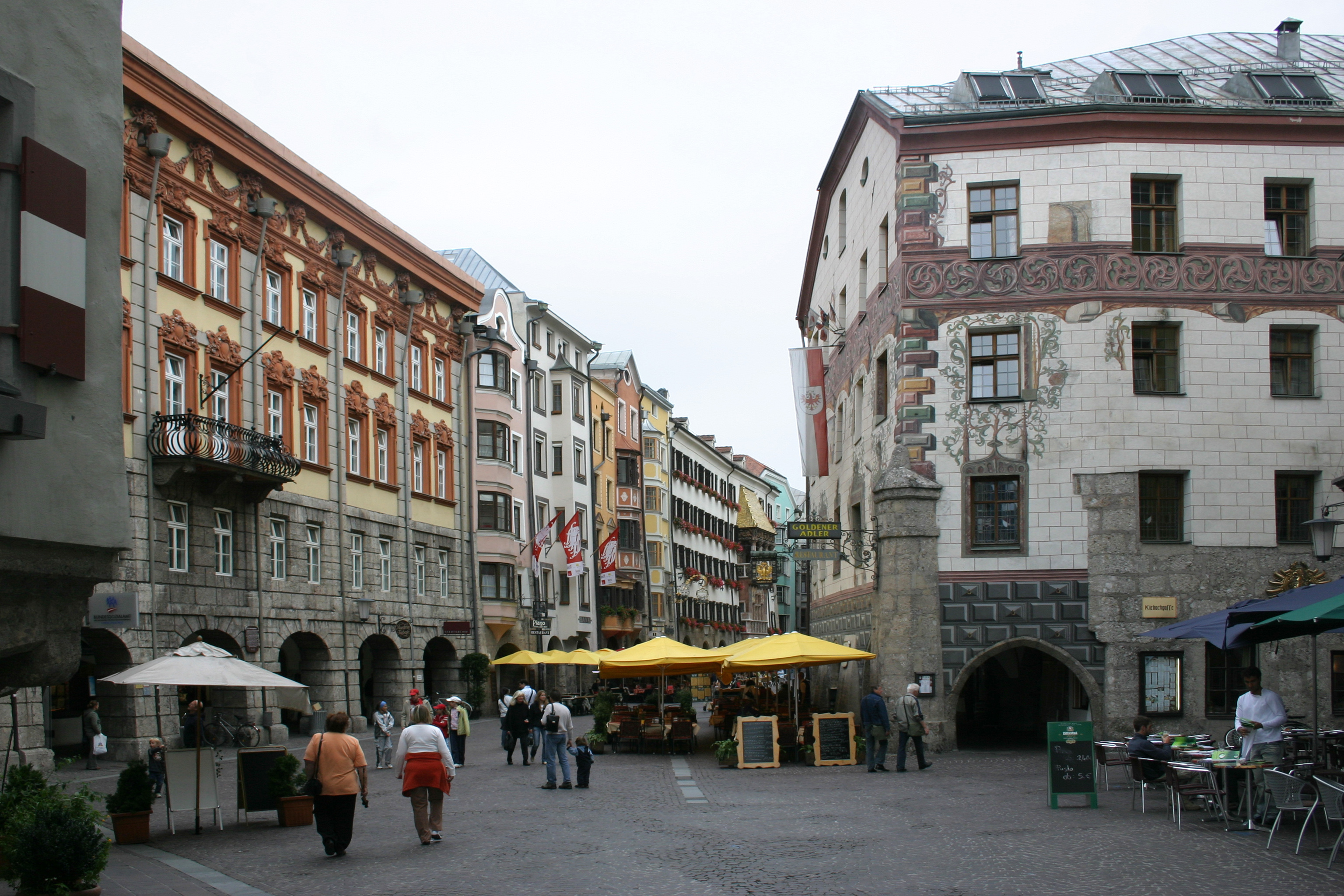
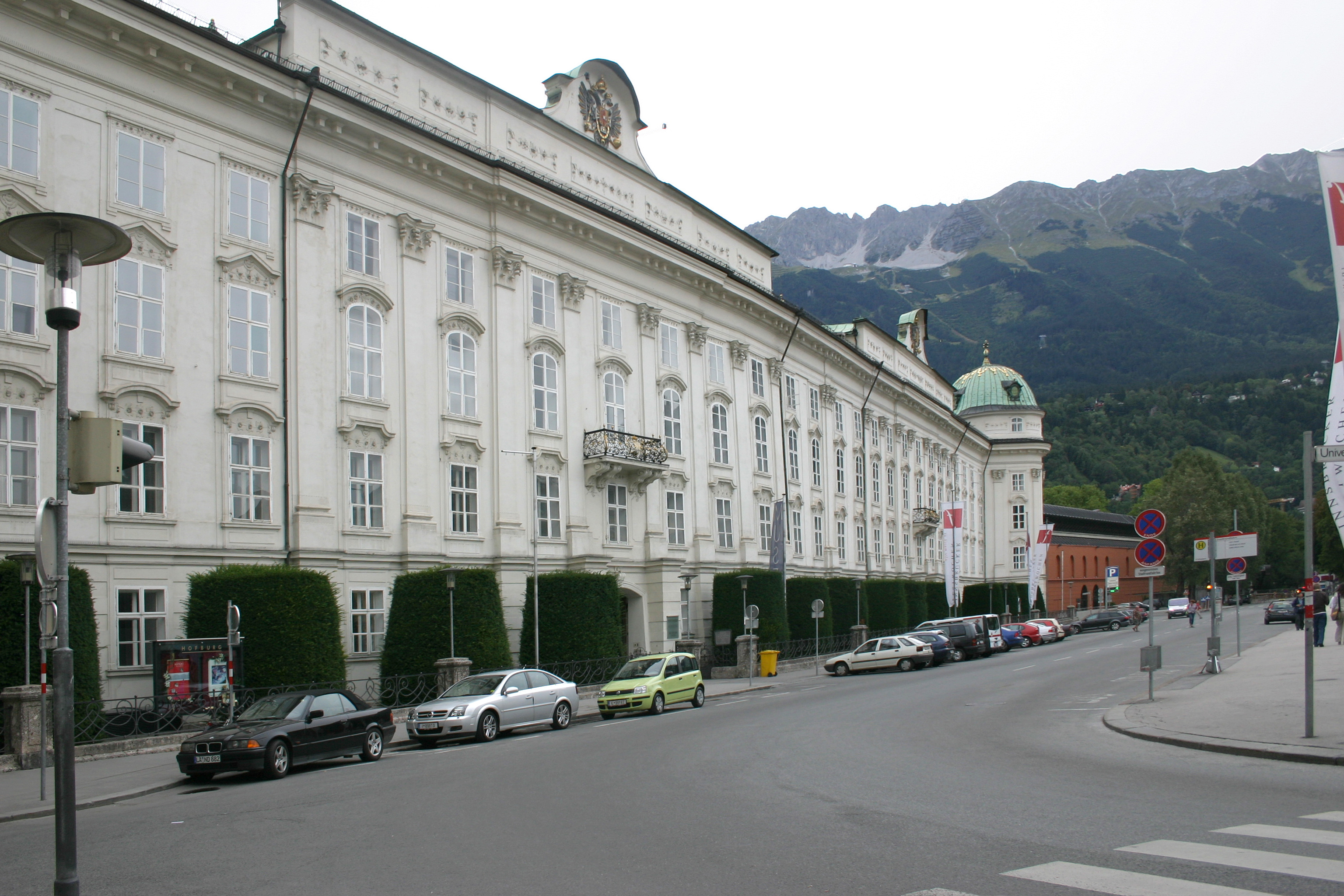
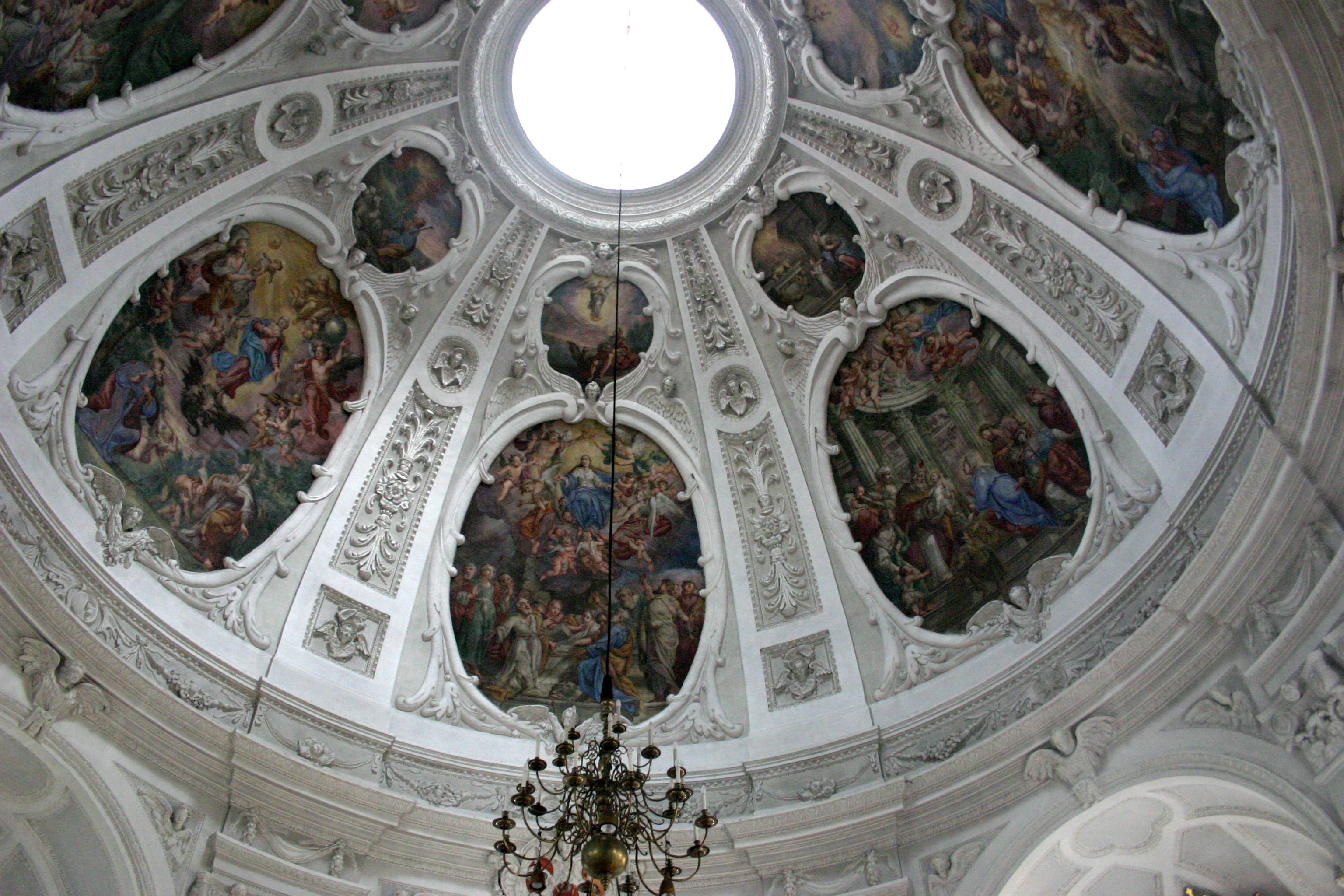
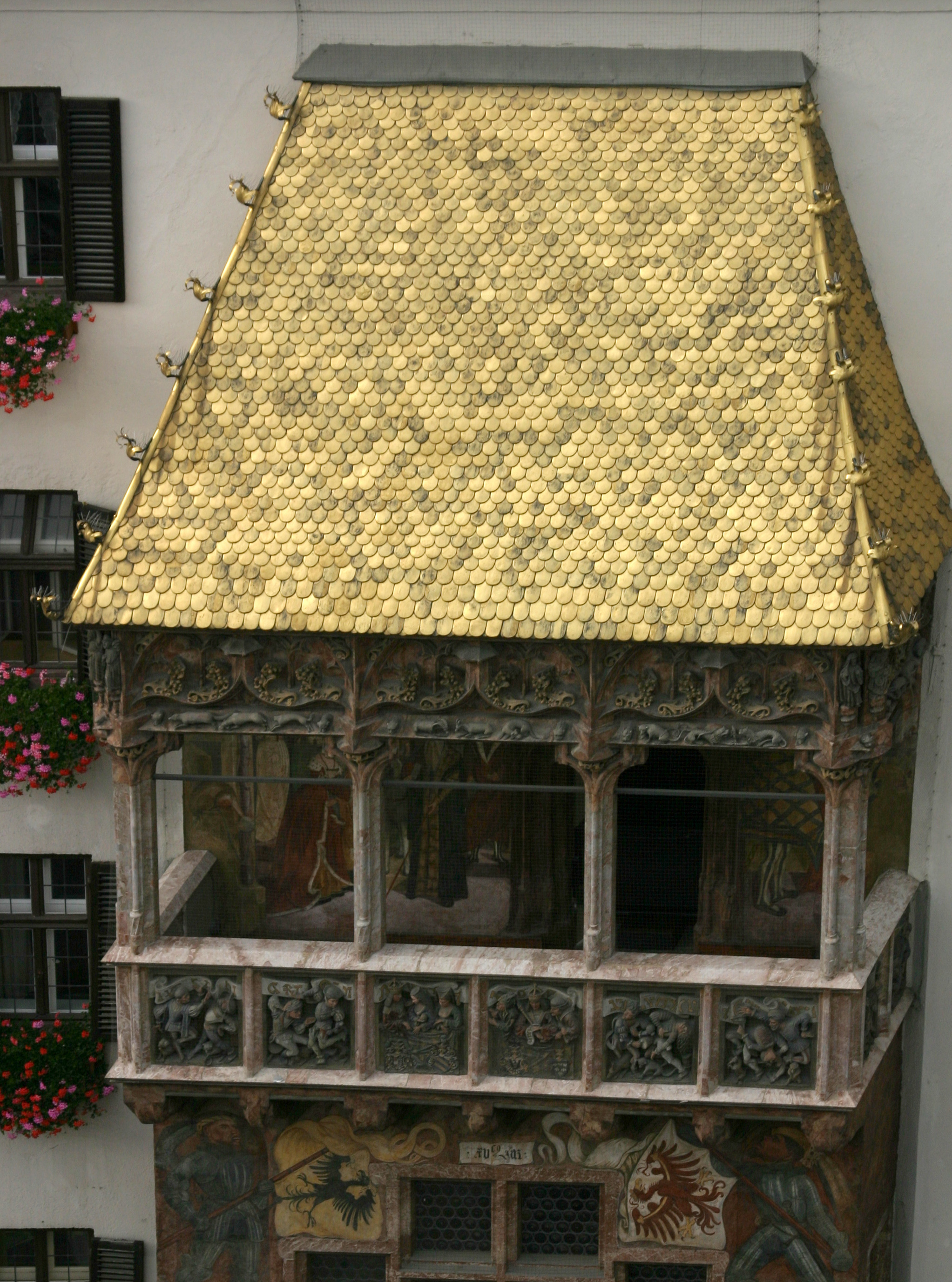
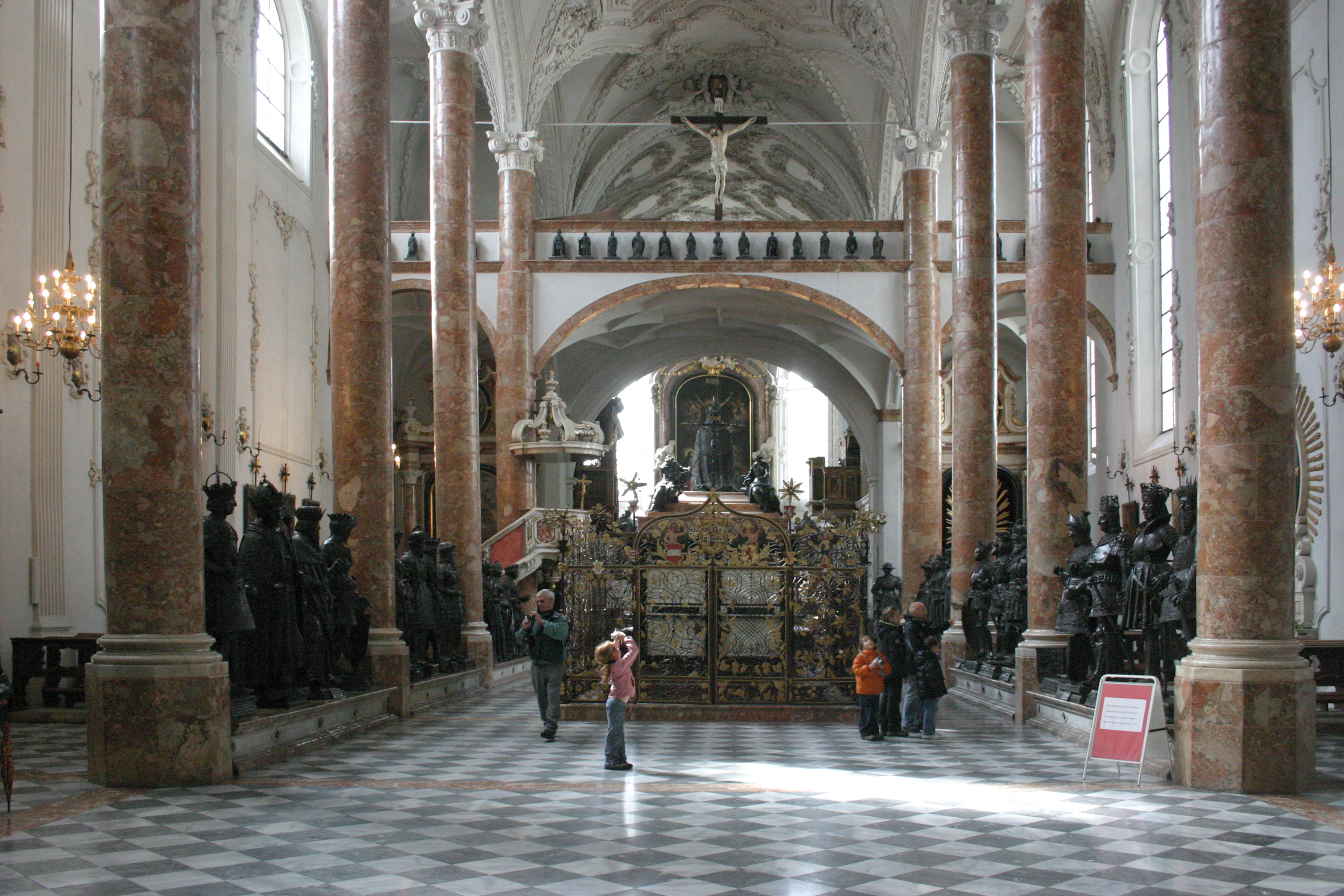
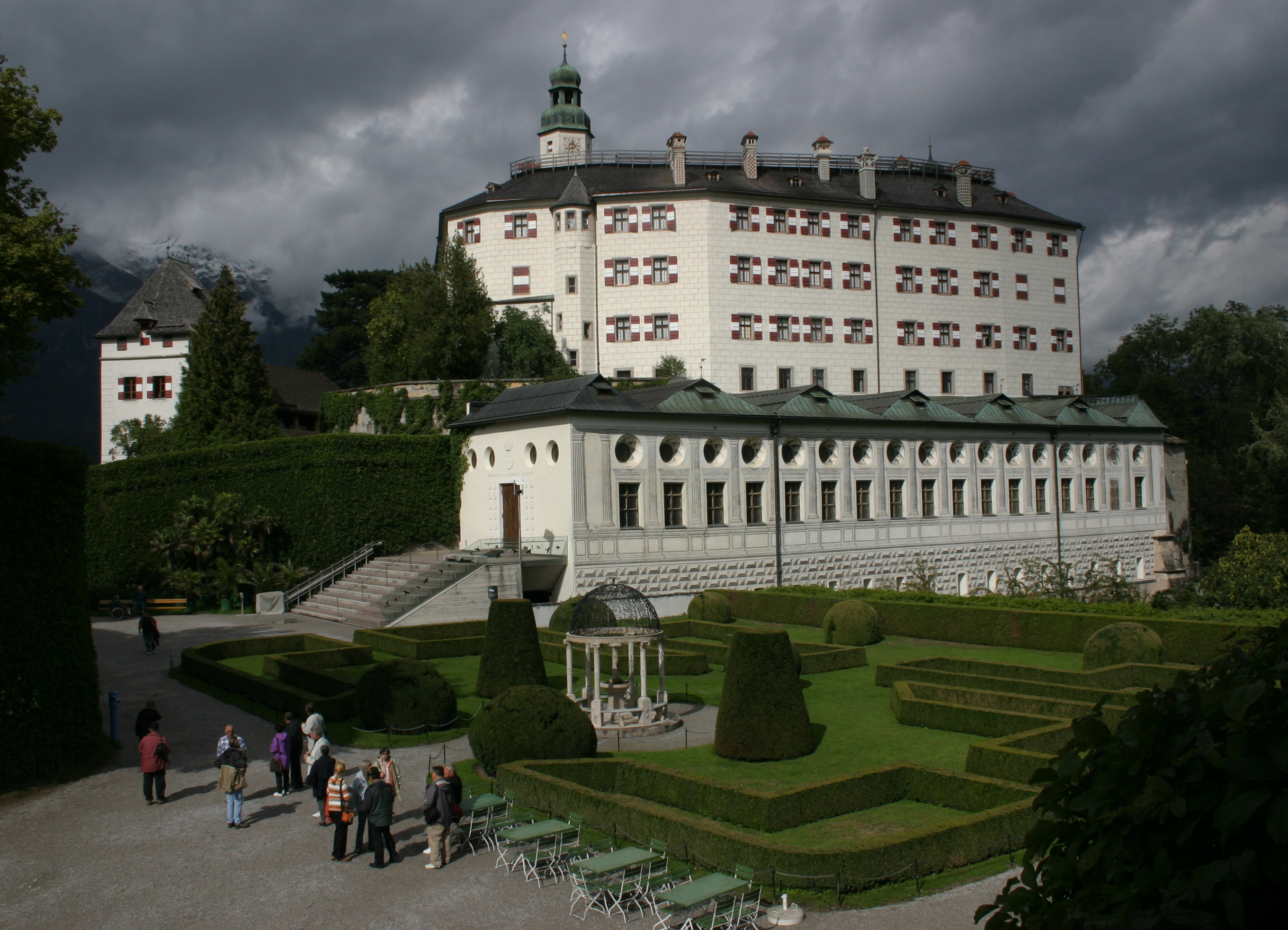
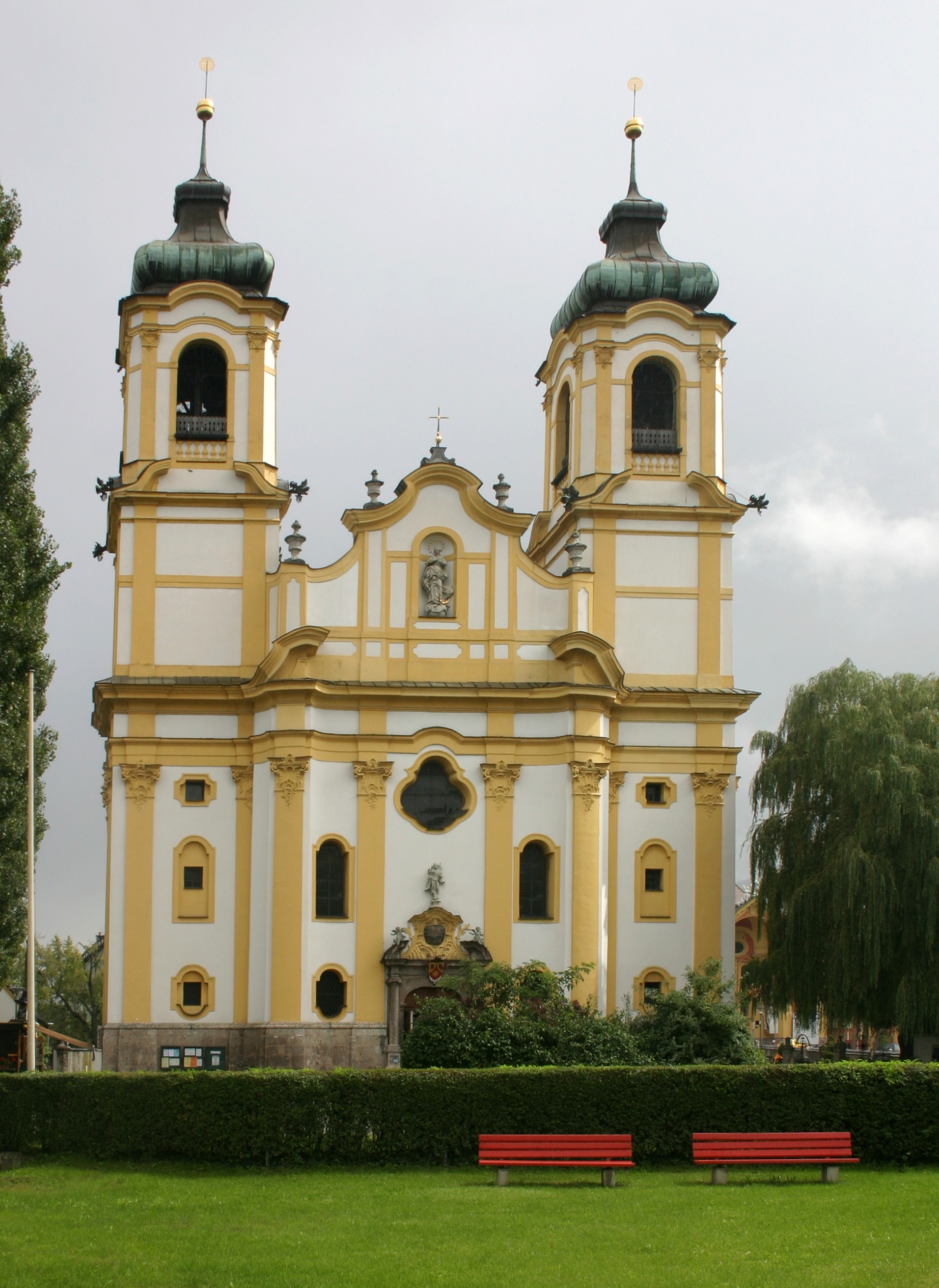
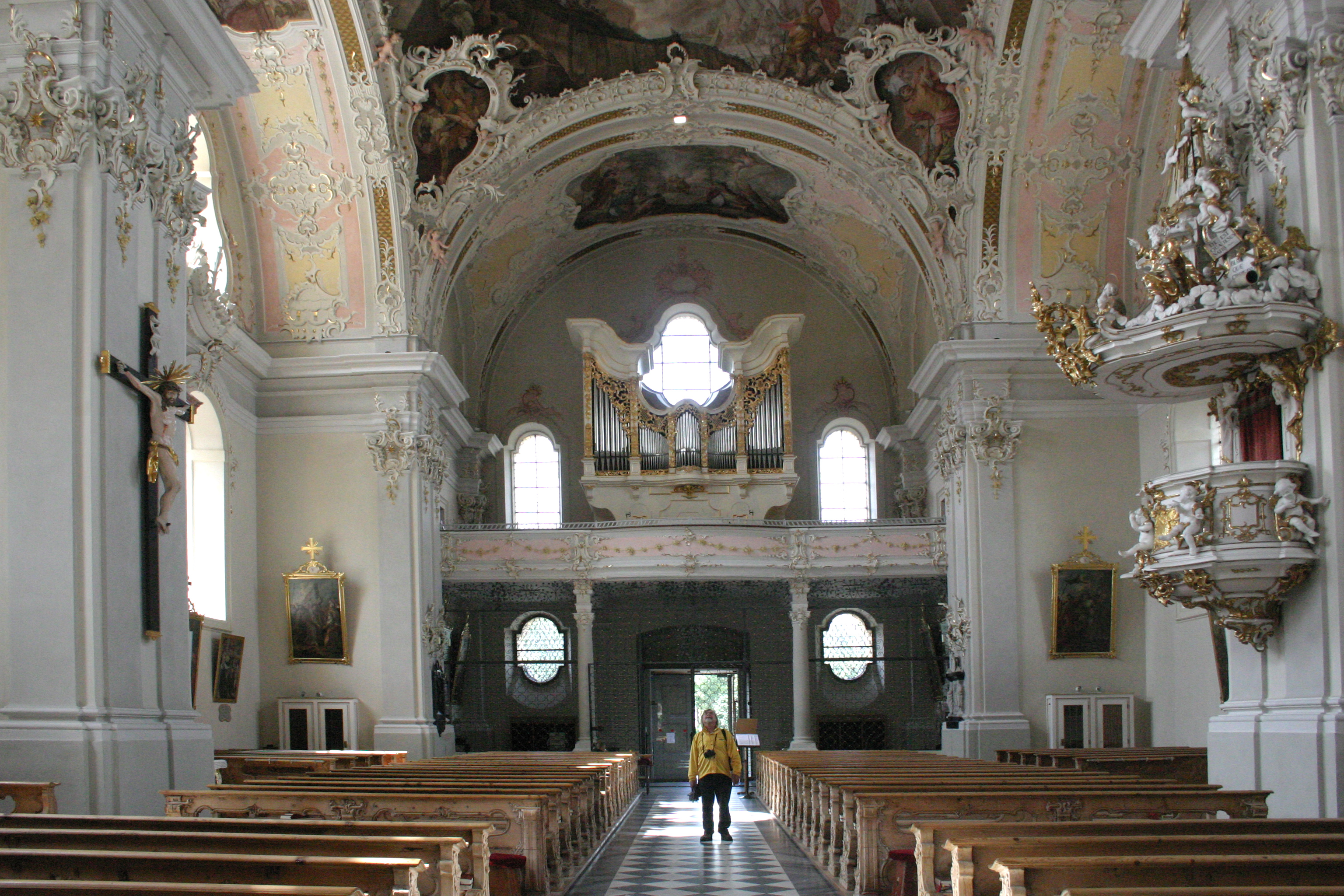

## 같이 보기
- 티롤